# Station Upminster
Upminster is een station van National Rail (C2c) en de metro van Londen aan de District Line. Het station is geopend in 1885.

## Geschiedenis
Het station is in 1885 geopend door de London Tilbury & Southend Railway (LT&SR). De LTSR verbond de sinds 1854 station Fenchurch Street in de City of London met de haven van Tilbury Dock en vanaf 1856 ook met de badplaats Southend. Ter wille van de haven van Tilbury liep de lijn ten westen van Barking grotendeels langs de Theems wat een aanzienlijke omweg was om Southend te bereiken. Om de meanders af te snijden werd tussen 1885 en 1888 een nieuwe directe route, de Pitsearoute,  van Barking naar Pitsea aangelegd, met onderweg station Upminster dat op 1 mei 1885 werd geopend. Het volgende station naar het oosten was East Horndon (nu West Horndon genoemd) en naar het westen was dat Hornchurch. Hiernaast opende de LTSR zijlijnen naar Graysin 1892 en Romford in 1893. 
In 1902 werd de metro via de Whitechapel en Bow Railway gekoppeld aan de LTSR waardoor de District Railway tot Upminster kon doorrijden. In 1905 ging de District Railway over op elektrische tractie en de metro niet meer verder rijden dan East Ham omdat de sporen tussen dat station en Upminster nog niet waren geëlektrificeerd. De LTSR werd in 1912 gekocht door de Midland Railway die op 1 januari 1923 opging in de London, Midland and Scottish Railway (LMS). De LMS en de DR onderzochten de hervatting van de metrodiensten naar Upminster en besloten tot de aanleg van eigen, elektrische, sporen voor de metro langs de Pitsearoute. Deze sporen werden op 12 september 1932 door de District Railway in gebruik genomen waarmee Upminster weer was aangesloten op de metro. Ruim een half jaar later werden de metrobedrijven in Londen ondergebracht in de London Passenger Transport Board die, ter wille van de eenheid, de bedrijven allemaal voorzag van de uitgang Line en de District Railway heet sindsdien District Line. Een nieuw station bij Upminster Bridge werd in 1934 ingevoegd aan de lijn en in 1935 volgde ook Elm Park toen de nieuwbouwwijk daar werd opgeleverd. Na de nationalisatie van de spoorwegen in 1948 werd het beheer van het station van Upminster overgedragen aan Britse Spoorwegen.

## Ligging en inrichting
Het station ligt op 24,5 kilometer ten oosten van London Fenchurch Street en het is het oostelijke eindpunt van de District Line alsmede van de Romford naar Upminster Line. Upminster is oostelijkste station van het Londense metronetwerk. De LMS vergrootte het station in 1932 aanzienlijk waarbij het stationsgebouw uit 1885 werd aangevuld met een nieuw gebouw boven de sporen aan de westkant van de perrons. Het oorspronkelijk Victoriaanse stationsgebouw langs spoor 1 is gerenoveerd en bevatten nu een secundair loket en een wachtkamer met een uitgang aan het stationsplein en de parkeerplaats. De twee loopbruggen en de gebouwen op de andere perrons werden gebouwd in de typische jarendertigstijl, het perron voor de bovengrondse diensten van/naar Romford is later toegevoegd. De voetgangerstunnel tussen de oorspronkelijke perrons werd gesloten omdat de perrons allemaal bereikbaar zijn vanuit het stationsgebouw uit 1932. Het station is, op het perron van het bovengrondse vervoer na, rolstoeltoegankelijk. 
Vlak ten oosten van de perrons staat een seinhuis van London Underground en verder naar het oosten staat de verkeersleiding van de LTSR ten zuiden van het spoor. Nog verder naar het oosten ligt depot Upminster van de District Line. 

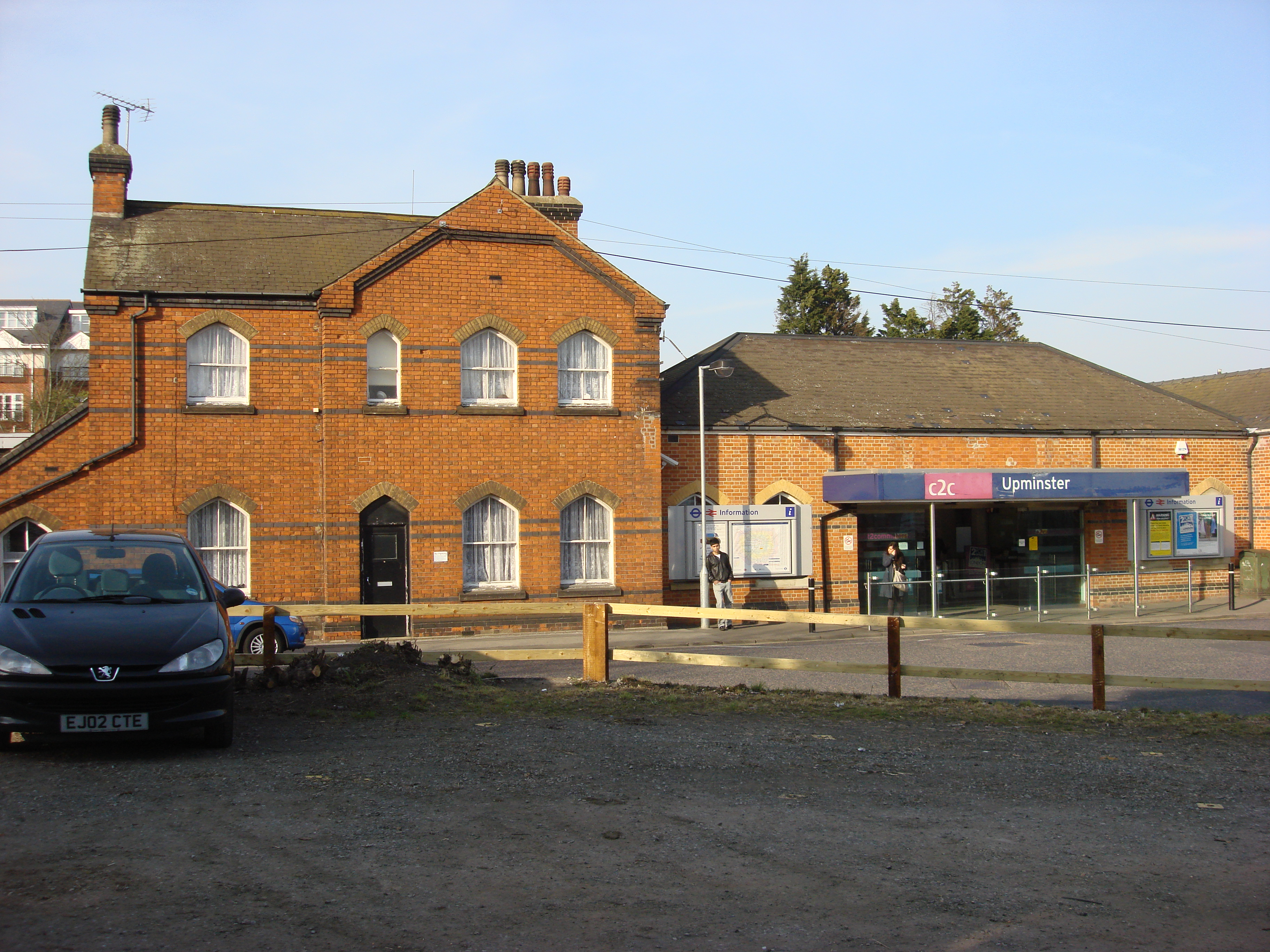
Het stationsgebouw uit 1885
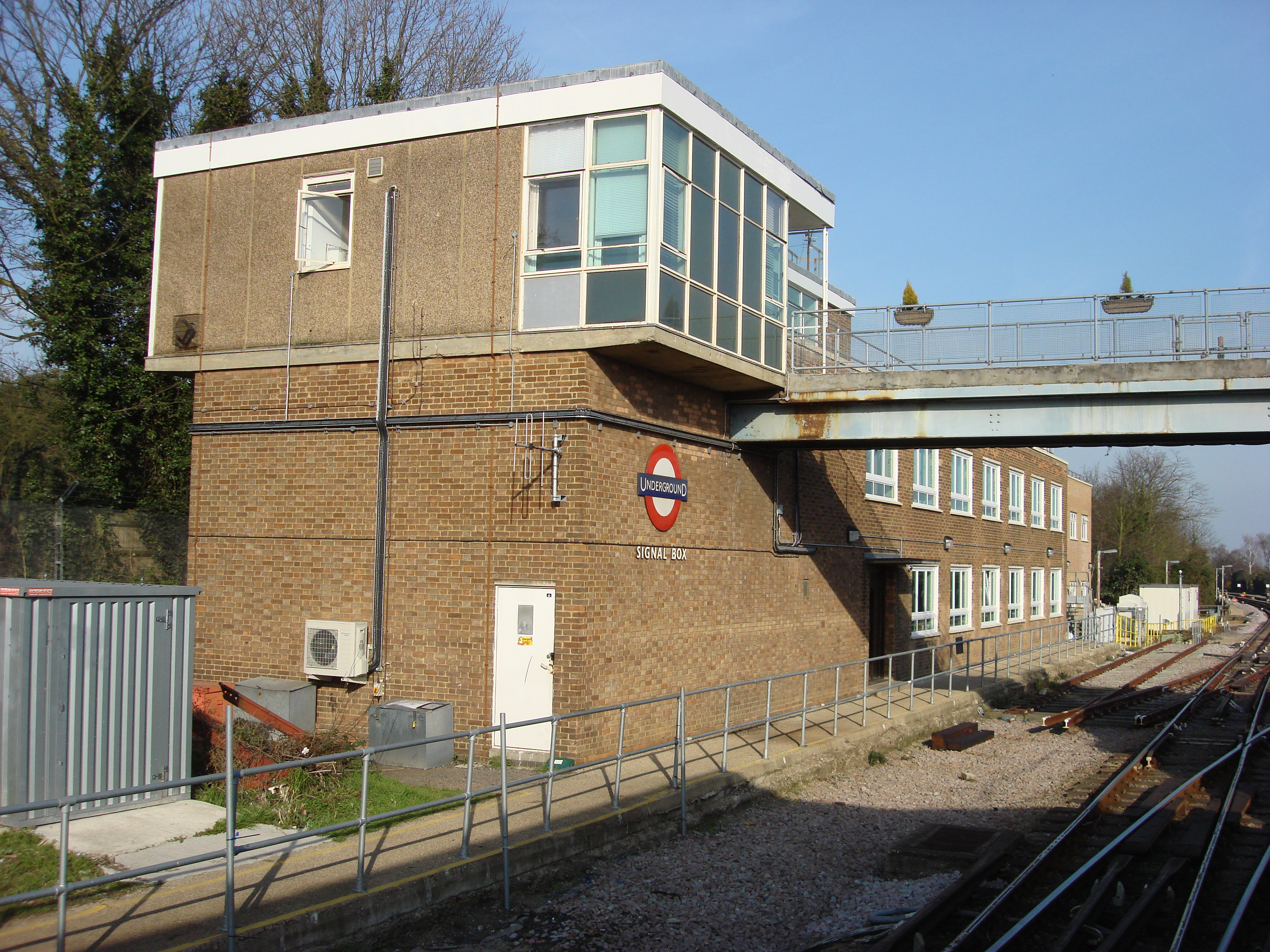
Het seinhuis van de Underground
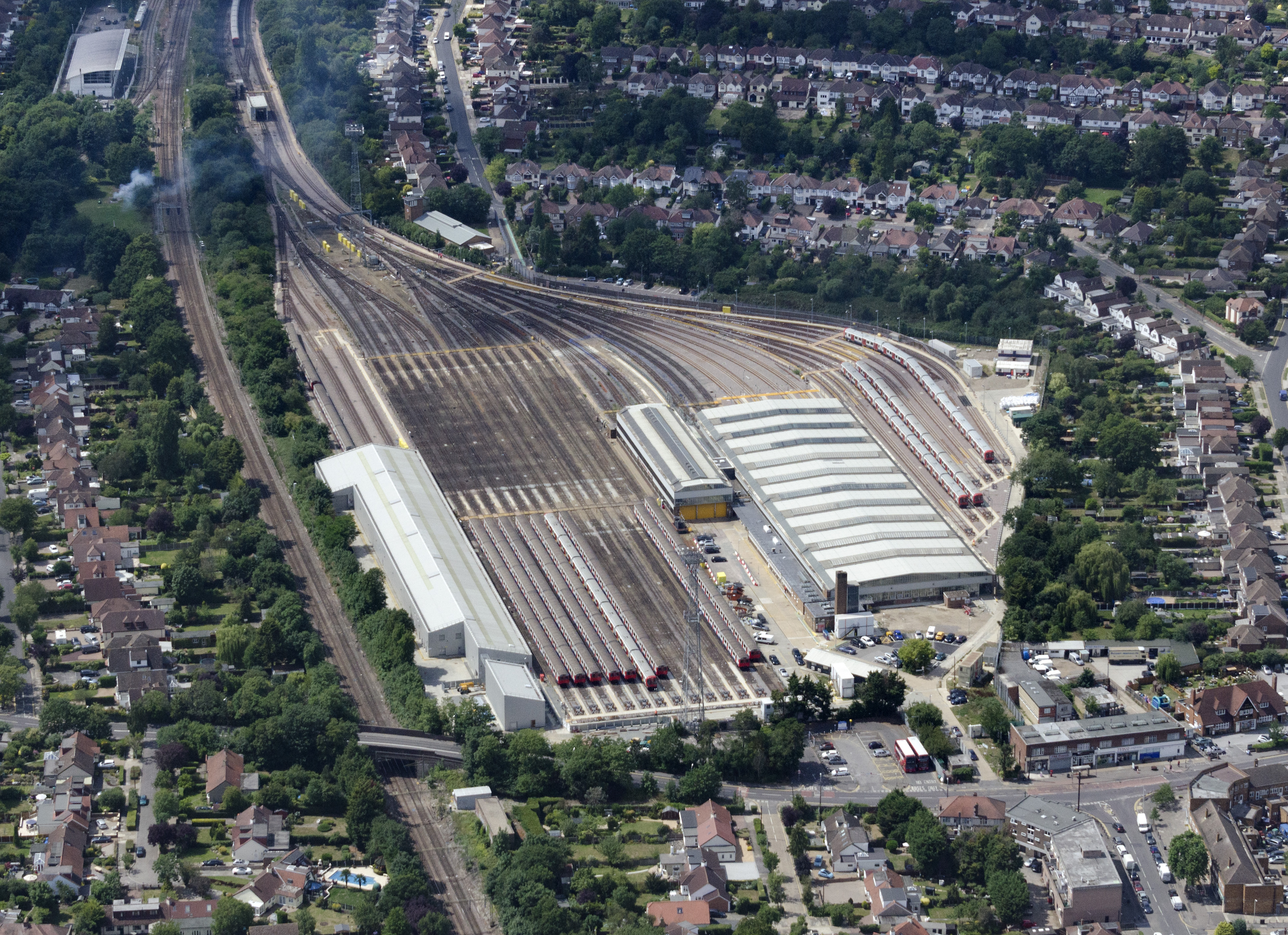
Het depot met linksboven de verkeersleiding van de LTSR

## Reizigersdienst
Het station wordt beheerd door c2c , dat de LTSR-hoofdlijndiensten verzorgt, de eigenaar is Network Rail. National Rail, het nationale spoorwegnet, kent diensten naar Fenchurch Street, Richmond, Wimbledon, Shoeburryness en Southend Central. De lijn van Upminster naar Romford behoort sinds 31 mei 2015 tot het netwerk van London Overground.

### Spoorgebruik
- Spoor 1A is een kopspoor dat alleen wordt gebruikt tijdens werkzaamheden als c2c een pendeldienst tussen Upminster en Grays laat rijden. Het is alleen bereikbaar met treinen die aankomen vanaf de zijlijn en vertrekken naar de zijlijn.
- Spoor 1 voor treindiensten naar Fenchurch Street en Liverpool Street.
- Spoor 2 voor treindiensten naar Grays, Southend en Shoeburyness.
- Sporen 3, 4 en 5 worden gebruikt door de District Line .
- Spoor 6 wordt gebruikt door de pendeldienst van/naar Romford, verzorgd door London Overground.

### C2C
De normale dienst tijdens de daluren is:
- 6 treinen per uur naar London Fenchurch Street ;
- 4 treinen per uur naar Shoeburyness via Basildon ;
- 2 treinen per uur naar Southend Central via Ockendon.

### Overground
De normale dienst tijdens de daluren is:
- 2 treinen per uur naar Romford.

### Underground
De District Line verzorgt:
- 6 metro's per uur naar Richmond; (7 metro's per uur tijdens de spits)
- 6 metro's per uur naar Ealing Broadway.

Romford · Emerson Park · Upminster